# Filippo Santoro

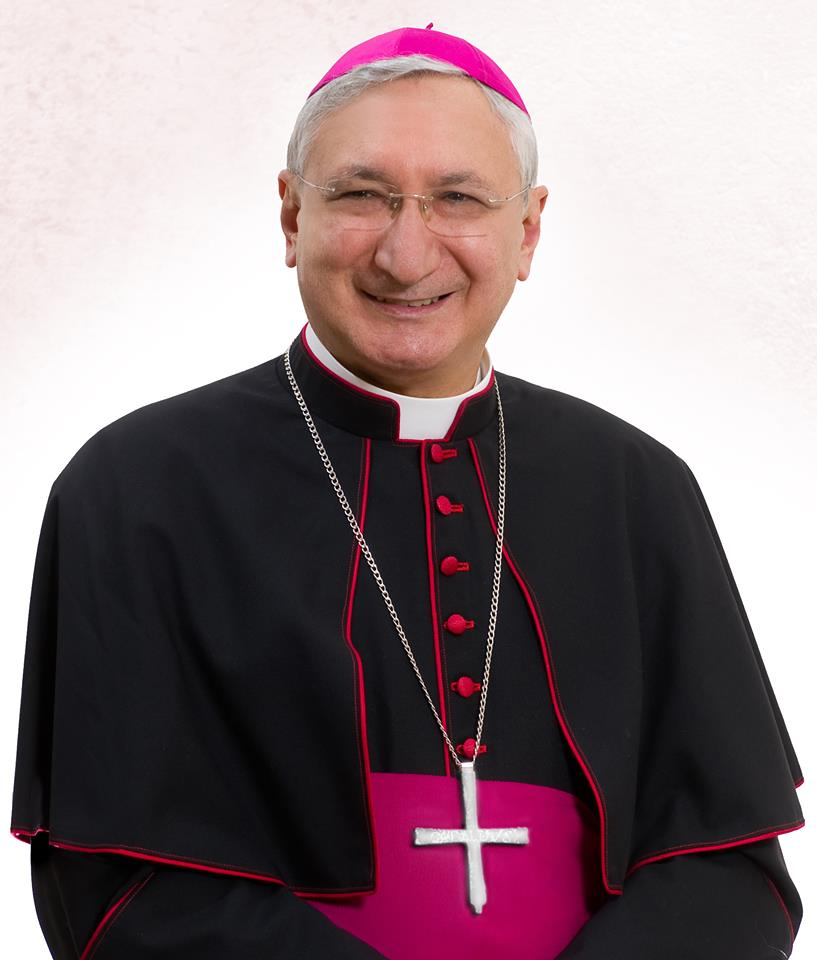
Erzbischof Filippo Santoro (2017)

Erzbischofwappen

Filippo Santoro (* 12. Juli 1948 in Carbonara) ist ein italienischer Geistlicher und emeritierter römisch-katholischer Erzbischof von Tarent.

## Leben
Filippo Santoro empfing am 20. Mai 1972 die Priesterweihe für das Bistum Bari-Canosa. Von 1974 bis 1984 nahm er führende Aufgaben für die Bewegung Comunione e Liberazione in Apulien wahr, ehe er bis 1996 dieselben Tätigkeiten in Brasilien ausübte. 1992 gehörte er der Delegation des Heiligen Stuhls bei der vierten Generalkonferenz der lateinamerikanischen Bischöfe in Santo Domingo an.
Papst Johannes Paul II. ernannte ihn am 10. April 1996 zum Weihbischof in São Sebastião do Rio de Janeiro und Titularbischof von Tuscamia. Der Erzbischof von Rio de Janeiro, Eugênio Kardinal de Araújo Sales, spendete ihm am 29. Juni desselben Jahres die Bischofsweihe; Mitkonsekratoren waren Gianni Danzi, Sekretär des Governatorats der Vatikanstadt, und Karl Josef Romer, Weihbischof in São Sebastião do Rio de Janeiro. Als Wahlspruch wählte er Verbum Caro Factum. In der Brasilianischen Bischofskonferenz war Santoro Mitglied der Kommission für die Glaubenslehre und gehörte zudem dem ständigen Rat der Bischofskonferenz an.
Am 12. Mai 2004 wurde er zum Bischof von Petrópolis ernannt und am 11. Juni desselben Jahres in das Amt eingeführt. In Petrópolis war Santoro zudem Großkanzler der dortigen katholischen Universität. Am 21. November 2011 wurde er von Papst Benedikt XVI. zum Erzbischof von Tarent ernannt und am 5. Januar des nächsten Jahres in das Amt eingeführt.
Santoro, der in Medien dem konservativen Flügel des italienischen Episkopats zugerechnet wird, galt 2017 als Kandidat für das Amt des Präsidenten der Italienischen Bischofskonferenz.
Papst Franziskus nahm am 22. Juli 2023 sein altersbedingtes Rücktrittsgesuch an.